# Caramelldansen
Caramelldansen (dt. „Der Karamelltanz“) ist der Name des ersten Titels vom Musikalbum Supergott der schwedischen Musikgruppe Caramell, das im November 2001 veröffentlicht wurde. In Deutschland wurde der Titel unter dem Namen Caramelltanzen veröffentlicht. Zugleich bezeichnet der schwedische Name dieses Titels ein populäres Internetphänomen, was die Musik Anfang 2008 auch in Japan bekannt machte, obwohl sich die Gruppierung bereits im Jahr 2002 aufgelöst hatte.

## Entstehung und Veröffentlichungen
Am 1. Mai 2008 veröffentlichte Remixed Records eine schneller gespielte Version des ursprünglichen Titels im iTunes Store von Apple. Dort wurde der Titel als Supergott Speedy Mixes bezeichnet. Dieser Veröffentlichung folgte am 16. September eine Single mit dem Titel Caramelldansen Speedy Mixes mit einer englischen Fassung des Titels, die als Caramelldancing bezeichnet wurde. Eine deutsche Fassung des Titels wurde ab dem 15. April 2009 unter dem Titel Caramelltanzen angeboten. Mittlerweile sind auf Youtube Fan-Versionen in mehreren weiteren Sprachen, u. a. seit 1. April 2019 in Französisch, verfügbar.

## Internetphänomen: Caramelldansen

### Beschreibung
Die erste Fassung des Phänomens war eine aus 15 Einzelbildern bestehende Adobe-Flash-Animation, die die Charaktere Mai und Mii aus dem japanischen Adventure Popotan bei einem Hüftschwung zeigte. Zugleich imitierten die Figuren mit ihren Händen die Bewegung von Hasenohren, während im Hintergrund eine schnellere Version von Caramelldansen, bekannt als Caramelldansen Speedycake Remix, gespielt wurde.

### Entwicklung
Das Computerspiel Popotan wurde in Japan am 12. Dezember 2002 veröffentlicht. Nachdem dieses im Jahr 2003 als Anime-Fernsehserie adaptiert wurde, verbreiteten sich einzelne GIF-Animationen im Internet, die sowohl auf dem Vor- und Abspann der Fernsehserie als auch auf dem Vorspann des Spiels aufbauten. Zu einem nicht näher bekannten Zeitpunkt wurde eine dieser Animationen innerhalb einer Adobe Flash-Animation mit dem Titel Caramelltanzen kombiniert und erreichte zunehmende Bekanntheit außerhalb Japans. Der Durchbruch dieses Phänomens erfolgte jedoch erst gegen Ende des Jahres 2007 wieder in Japan, wo verschiedene Variationen dieser Animation auf der japanischen Videoplattform Nico Nico Douga auftauchten und großes Interesse fanden. Von dort aus erreichten diese Clips über Webseiten wie etwa YouTube eine nochmals verstärkte internationale Bekanntheit.

### Popularität in Japan
In Japan wurde das Phänomen zunächst unter dem Titel Uma uma dance (jap. ウマウマダンス) bekannt. Bei dem Titel handelt es sich jedoch um eine Fehlinterpretation (Verhörer) des schwedischen Textes „u-u-ua-ua“ (ウッーウッーウマウマ, japanisch ausgesprochen als ū ū umauma wahrgenommen; wobei uma[i] das japanische Wort für „lecker“ ist). Ebenso wurde der Gesang „Dansa med oss, klappa era händer“ (dt. „Tanzt mit uns, klatscht in die Hände“) fehlinterpretiert und im Kansai-Dialekt als Barusamiko-su Yappa irahen de wahrgenommen, was übersetzt in etwa „(Ich) mag keinen Balsamico-Essig“ bedeutet.
Im April 2008 lizenzierte der japanische Musikverlag Quake Inc. den Titel von dem ursprünglichen Produzenten Remixed Records. Das Unternehmen veröffentlichte daraufhin die schneller gespielte Fassung des Titels im asiatischen Raum auf einem Album, welches noch weitere Titel bekannt gewordener Internetphänomene enthielt. Kurze Zeit später adaptierte die japanische Seiyū Haruko Momoi, die zuvor die Rolle von Mii in Popotan gesprochen hatte, den Titel und brachte eine eigene Neufassung davon heraus. Im weiteren Verlauf wurde noch eine Single und ein Album der schwedischen Gruppierung gewidmet.
Am 25. Mai 2008 konnte Caramelldansen in Japan den ersten Platz der internationalen Musikcharts erreichen, den die Single für 2 Wochen behalten konnte. Am 2. Juni erreichte sie den 16. Platz der kombinierten Charts und überbot damit den Titel Have a Nice Day von Bon Jovi, der als bis dahin letzter Titel innerhalb von drei Jahren sich innerhalb dieser Charts platzieren konnte.